# Chrysso nordica
Chrysso nordica là một loài nhện trong họ Theridiidae.
Loài này thuộc chi Chrysso. Chrysso nordica được Ralph Vary Chamberlin & Wilton Ivie miêu tả năm 1947.